# 鼬鼠 (電影)
《鼬鼠》（西班牙語：El topo）是一部1970年由亞歷山卓·尤杜洛斯基编剧、配乐、导演并主演的墨西哥迷幻西部片。影片以其怪诞的角色和情节、使用残疾人和侏儒演员、以及充满犹太-基督教象征主义与東方哲學色彩而著称。故事围绕一位黑衣枪手“鼬鼠”展开，由尤杜洛斯基饰演，他踏上了一段追求启示的旅程。

## 劇情
鼬鼠与他赤裸的小儿子伊霍骑马穿越沙漠。他们来到一个村庄，发现村里的居民、马匹和牲畜都被屠杀。鼬鼠追捕并杀死了凶手及其首领——一个肥胖秃头的上校。鼬鼠把儿子留在村庄的修道院里，由修士照顾，然后带着上校曾囚禁为奴的女人离开。他用树枝搅拌苦水使其变甜，给这位女子取名为马拉。为寻找食物和水，鼬鼠将马拉的双脚分开，便可从她脚下的沙中挖出鸡蛋；一番祈祷后向岩石開槍便可放出水源。而马拉尝试这些方法时却毫无收获，似乎是因为缺乏鼬鼠的信仰。之后，鼬鼠撕开她的衣服，疑似强奸了她，之后马拉也获得了找到鸡蛋和水的能力。马拉告诉鼬鼠，除非他打败沙漠中的四位枪术大师，成为最强的枪手，否则她不会認可他對她的爱。
在赢得第一场决斗后，一位穿黑衣、用男性声音说话的女子找到他们，引导他们去挑战剩下的枪术大师。鼬鼠逐个击败他们，但对自身使命产生了越来越多的疑问。然而在马拉的怂恿下他继续前行。最后一位枪手在决斗前自杀，从而智勝鼬鼠。鼬鼠因此陷入愧疚，毁掉了自己的枪，重访他杀死枪手的地方，发现他们的尸体或被焚烧、或被几何物體覆盖、或被蜜蜂群包围。那位神秘女子出現，以聖傷的方式朝他开枪。马拉随后与她一同离开，鼬鼠倒地，随后被一群畸形人带走。
多年後，鼬鼠在一個山洞中醒來，發現畸形的流浪者部落照顧著他。他沉睡着冥想枪术大师的“四個教訓”，他们则把他視為神一樣的人物。他们生活在一个封闭的洞穴系统中，由于肢体残缺无法攀爬逃出。鼬鼠醒來“重生”后决定帮助他们逃离。他与一位成为他情人的侏儒女子一起，为邻镇堕落的邪教徒表演，以筹集购买炸药的资金，开凿隧道打通封闭的洞口。
而伊霍已成长为年轻修士，来到该镇担任新神父。他对教徒们的“信仰”感到震惊，特别是他们教堂中频繁出现的“上帝之眼”简图，以及他们对枪械的狂热迷信——从宗教仪式到影片最后的血腥高潮。尽管鼬鼠已变得面目全非，伊霍依然认出了他，准备立刻将其杀死，但最终同意在他帮助畸形人逃出后再执行处决。伊霍穿着父亲的黑色衣服，對時間感到不耐煩，于是与他并肩开凿隧道，想要更快地殺死他。当伊霍准备放弃时，鼬鼠终于凿通了通道。但伊霍却发现自己无法对父亲下手。
畸形人蜂拥而出，但一进入镇上便遭教徒屠杀。鼬鼠眼睁睁看着他们被屠戮，自己也中枪倒地。但他强忍伤痛反击，将整座小镇杀光，最后举灯自焚。他的情人此时产下他们的孩子，随后她与伊霍为鼬鼠立墓，墓地变成蜂巢，好似之前某个枪手之墓。
最后，鼬鼠的儿子骑马载着父亲的情人和孩子远去。

## 演员
- 亞歷山卓·尤杜洛斯基 饰 鼬鼠
- 布隆蒂斯·尤杜洛斯基 饰 儿时的伊霍
- 阿方索·阿劳 饰 匪徒1
- 何塞·路易斯·费尔南德斯 饰 匪徒2
- 阿尔夫·胡恩科 饰 匪徒3
- 杰奎琳·路易斯 饰 鼹鼠之妻
- 玛拉·洛伦齐奥 饰 马拉
- 宝拉·罗莫 饰 黑衣女子
- 大卫·席尔瓦 饰 上校
- 埃克托·马丁内斯 饰 第一位枪手
- 胡安·何塞·古罗拉 饰 第二位枪手
- 维克多·福萨多 饰 第三位枪手
- 阿莉莎·牛顿 饰 第三位枪手之妻
- 阿古斯丁·伊孙萨 饰 最后一位枪手
- 罗伯特·约翰 饰 成年伊霍
- 贝尔塔·洛梅利 饰 第二位枪手之母
- 何塞·安东尼奥·阿尔卡拉斯 饰 警长
- 何塞·雷加雷塔 饰 垂死之人

## 发行
《鼬鼠》原本并没有计划在其拍摄和制作地——墨西哥上映。纽约市埃尔金剧院（Elgin Theater）的老板本·巴伦霍尔茨（Ben Barenholtz）在現代藝術博物館的一次私人放映中看到了这部影片。巴伦霍尔茨回忆说，尽管有观众中途退场，他却被影片深深吸引。虽然他试图购买《鼬鼠》的美国放映权未果，但他成功说服制片人同意在埃尔金剧院午夜放映这部电影。他选择了周五凌晨1点和每周午夜的时段放映，以便给予观众一种“自我发现”的观影体验。影片于1970年12月18日首映，一周七天持续放映，直到1971年6月底。在披頭四樂隊经理人艾伦·克莱因（Allen Klein）拥有的ABKCO Films公司的发行下，《鼬鼠》在美国各地影院以深夜放映的形式上映，类似于埃尔金剧院的模式。
数十年来，《鼬鼠》只能在艺术影院的午夜场放映，或删改过的日本鐳射影碟和盗版录像带才能观看。该片于2007年5月正式发行DVD，之后于2011年4月推出藍光光碟版本。

### 强奸场景争议
影片上映后，尤杜洛斯基引发巨大争议，他曾声称玛拉·洛伦齐奥被强奸的那一场戏是“真的”。
当我要拍摄那场强奸戏时，我告诉玛拉我会打她、强奸她。我们之间没有任何感情关系，因为我在所有女演员的合同中都写明，不得与导演发生性关系。我们从未交流过，我对她一无所知。我们带着摄影师和一位技术员去了沙漠，没有别人。我说：‘我不会彩排。只能拍一条，因为无法重来。等我示意你们时再开机……然后我真的……真的……真的强奸了她。她在尖叫。
他还表示：“之后她告诉我，她以前就被强奸过。你看，在我看來，這個角色一直很性冷淡，直到被鼬鼠強姦。所以我在那个场景中展示了一根喷水的石质阳具……她高潮了，她接受了男性的性爱。这也是玛拉在现实中发生的事。精彩的场景，非常非常强烈的场景。”
这些言论，以及尤杜洛斯基在其职业生涯中发表的其他类似评论，在＃MeToo运动兴起后受到重新审视。2019年，纽约市的“邻里博物馆”（El Museo del Barrio）因这段争议取消了原定为尤杜洛斯基举办的回顾展。对此，尤杜洛斯基声称当初的说法并非事实，而是为了宣传故意制造的虚构言论：“那是话语，不是事实。超现实主义式的宣传，为了从默默无闻中进入电影世界……我承认这个声明存在问题，将对女性的虚构暴力当作宣传手段。如今，五十年后，我对这些被当作事实解读感到遗憾。”